# Александра Рипли
Александра Рипли (енгл. Alexandra Ripley; Чарлстон, 8. јануар 1934 — Ричмонд, 10. јануар 2004) је била америчка књижевница најпознатија по контроверзном роману Скарлет објављеном 1991. године, а који представља наставак књиге Прохујало са вихором списатељице Маргарет Мичел. Иако је, када је објављена 1991. године књига наишла под жесток удар критике, за врло кратко време постала је бестселер.
Александра Рипли је своју каријеру почела пишући текстове на корицама књига за једну издавачку кућу. Њен први роман који се зове Чија је дама у председниковом кревету? (Who's that Lady in the President's Bed?) написала је 1972. године, а потом је објавила још неколико књига, међу којима су Чарлстон и Време се враћа (The Time Returns).
Умрла је 2004. године у Ричмонду (Вирџинија) у 70. години.